# Capronia peltigerae
Capronia peltigerae är en lavart som först beskrevs av Karl Wilhelm Gottlieb Leopold Fuckel, och fick sitt nu gällande namn av David Leslie Hawksworth. Capronia peltigerae ingår i släktet Capronia, och familjen Herpotrichiellaceae. Arten är reproducerande i Sverige.